# بار-لو-دوک
بار لو دوک (به فرانسوی: Bar-le-Duc) یکی از شهرهای فرانسه در منطقه لورن در شرق فرانسه است.